# سن-روبر، کبک
سن-روبر (به فرانسوی: Saint-Robert) شهری در منطقه شهری پیر-دو-سورل ناحیه مونترژی در استان کبک کانادا است. در سرشماری سال ۲۰۱۱ این شهر ۱٬۸۱۳ نفر جمعیت داشته‌است و مساحت آن ۶۴٫۹۳ کیلومتر مربع است.